# The Loves of Mary, Queen of Scots
The Loves of Mary, Queen of Scots er en britisk stumfilm fra 1923 af Denison Clift.

## Medvirkende
- Fay Compton som Mary Stuart
- Gerald Ames som Bothwell
- Ivan Samson som Lord Dudley
- John Stuart som George Douglas
- Ellen Compton
- Lionel d'Aragon som Moray
- Harvey Braban som Ruthven